# Sarıçiçek, Gümüşhane
Sarıçiçek là một xã thuộc thành phố Gümüşhane, tỉnh Gümüşhane, Thổ Nhĩ Kỳ. Dân số thời điểm năm 2008 là 144 người.